# Baldassare Castiglione
Baldassare Castiglione (Castico kod Mantue, 6. prosinca 1478. – Toledo, 7. veljače 1529.), talijanski diplomat i književnik. 
Humanističku naobrazbu stekao je u Milanu. Obavljao je diplomatske i vojne zadatke za feudalne vladare kojima je služio, a bio je i papinski nuncij u Madridu. Pisao je latinske stihove, talijanska pisma, pjesme. Glavno djelo mu je "Dvorjanin" (1528.), rasprava u dijalozima u kojima se razlažu shvaćanja o savršenom liku renesansnog gospodara baziranom na uglađenosti i obrazovanosti. Znatno je utjecalo na dvorski stil ponašanja i aristokratsko ophođenje na dvorovima. 

## Vanjske poveznice
|  | Zajednički poslužitelj ima još gradiva o temi Baldassarre Castiglione |
|  | Wikicitati imaju zbirke citata o temi Baldassarre Castiglione         |